# Armand Deslongrais
Armand Pierre Félix Deslongrais est un homme politique français. Il est plusieurs fois député du Calvados, président du conseil général du Calvados de 1848 à 1849 et maire de Vire de 1834 à 1849.

## Biographie
Armand Deslongrais est né à Vire le 13 août 1796. Il prend la suite de son père comme commerçant dans la ville. En 1831, il abandonne son commerce pour se consacrer à la politique. Il devient maire-adjoint de Vire jusqu'en 1834, date à laquelle il succède au maire Moulin. C'est la même année qu'il est élu député pour la circonscription de Vire en remplaçant Pierre Lenouvel qui venait de démissionner. Il est réélu sans discontinuer jusqu'à la révolution de 1848. Les électeurs le rappellent à l'assemblée constituante en lui accordant le plus grand nombre de suffrages du département.
Il meurt à Paris le 23 mai 1849.

## Sources
- « Armand Deslongrais », dans Adolphe Robert et Gaston Cougny, Dictionnaire des parlementaires français, Edgar Bourloton, 1889-1891 [détail de l’édition]